# Wapen van Diepenheim

Wapen van Diepenheim.

Het wapen van Diepenheim was in gebruik van 24 november 1819 tot 1 januari 2001 toen de gemeente Diepenheim opging in de nieuwe gemeente Hof van Twente. 
Het wapen van de gemeente Diepenheim is gebaseerd op het wapen van de stad Diepenheim, dat op zijn beurt teruggaat op het persoonlijke wapen van Hendrik van Dale. Hij was een edelman uit Westfalen. Bij de aanvraag in 1819 werd aan de Hoge Raad van Adel ook gemeld dat het wapen voorkwam op kerkglazen uit 1618 en 1634. Ook is er een 18e-eeuws zegel bekend dat dit wapen vertoont.
In 2001 zijn de berenklauwen opgenomen in het wapen van de gemeente Hof van Twente. In dat wapen zijn de klauwen in het hartschild terechtgekomen samen met het wapen van de voormalige gemeente Goor. Een aantal elementen uit dat wapen zijn vervangen door de berenklauwen uit het wapen van Diepenheim.

## Blazoen
Van goud beladen met 3 berenklaauwen van lazuur. Het schild gedekt met een gouden kroon.
Het schild is geheel van goud met daarop drie blauwe, afgehakte berenklauwen. Een berenklauw boven, twee daaronder.Het schild wordt gedekt door een gouden kroon van vijf bladeren met tussen twee bladeren in telkens een parel. 
De vijf bladeren van de markiezenkroon tonen aan dat Diepenheim vroeger zitting had in de Provinciale Staten van Overijssel. 

## Verwante afbeelding

Wapen van Hof van Twente